# East Lamma Channel
East Lamma Channel (kinesiska: 東博寮海峽, 东博寮海峡) är ett sund i Hongkong (Kina). Det ligger i den centrala delen av Hongkong.